# Flying Tiger Copenhagen

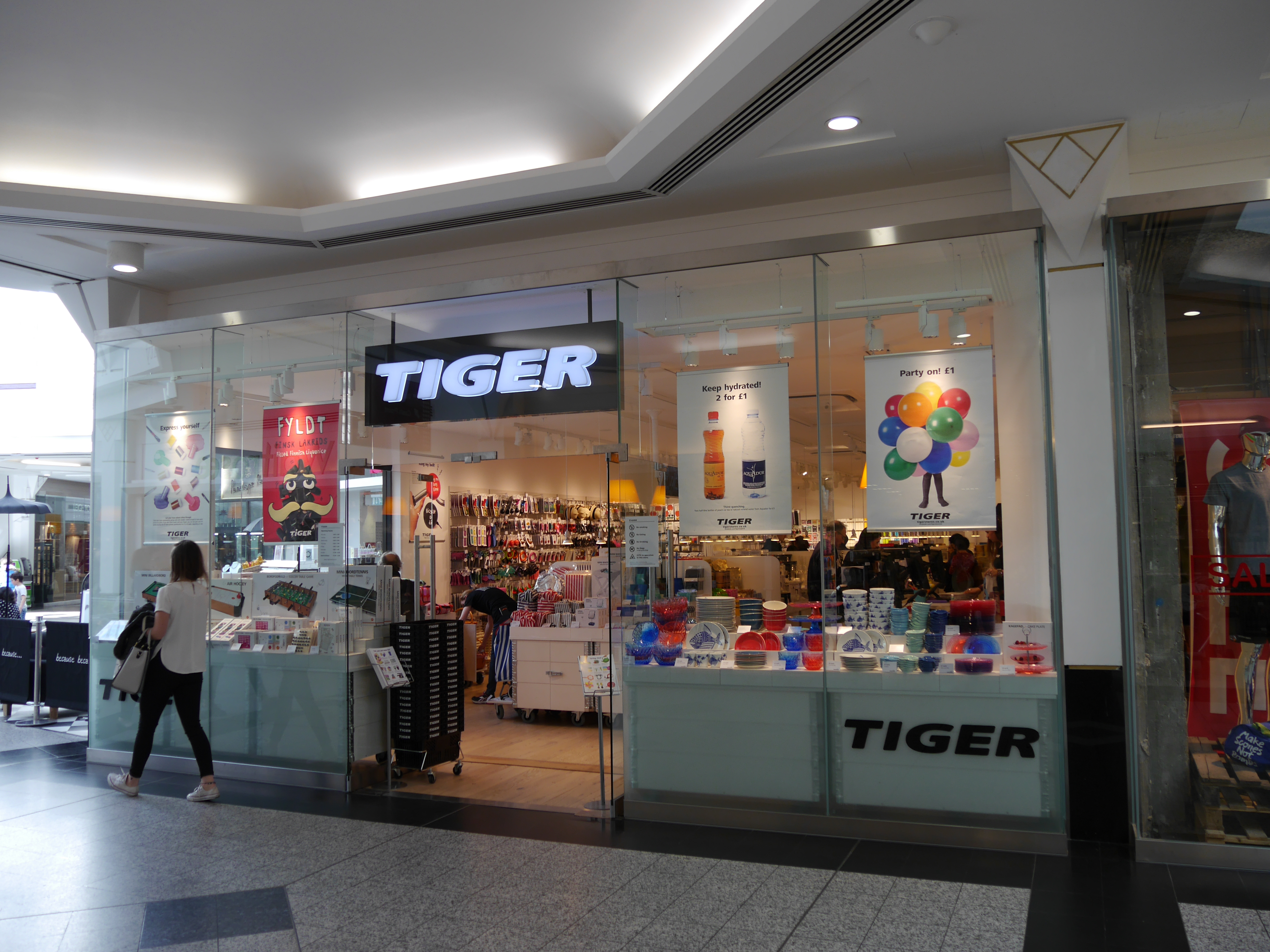
Logotyp z nazwą obowiązującą do 2016 roku nad londyńskim sklepem

Flying Tiger Copenhagen – duńska sieć sklepów z tanimi drobiazgami.

## Charakterystyka
Przedsiębiorstwo w 1988 roku stworzył Lennart Lajboschitz, syn żydowskiego hurtownika szparagów z Polski. Pierwszy sklep został otwarty w Kopenhadze w 1995 roku. Firma pierwotnie nazywała się Tiger, a inspiracją do stworzenia jej nazwy była duńska wymowa słowa „tygrys” [tier] zbliżona do wymowy słowa „dycha” (10 koron). W pierwszych sklepach Tiger wszystkie produkty kosztowały 10 koron. Asortyment koncentruje się obecnie wokół ozdób na imprezy, elementów dekoracji domu, zabawek, gadżetów na prezenty, przyborów piśmiennych i artykułów papierniczych. Łączy je skandynawska stylistyka i częsta rotacja.
Sieć w 2019 roku miała 952 sklepy, w tym 890 w Europie. Jej największe rynki to Włochy (130 sklepów), Hiszpania (127), Wielka Brytania (89), Dania (62), Szwecja (55) i Polska. Flying Tiger obecny jest również poza Europą, w USA posiada 13 sklepów, a w Azji ogółem 49 (w Japonii – 31, w Korei Południowej – 18) W styczniu 2020 roku duński oddział jako pierwszy uruchomił sklep on-line.

## W Polsce
Pierwszy sklep w Polsce został otwarty w listopadzie 2011 roku w Warszawie. W październiku 2020 roku sieć miała 45 placówek handlowych w Polsce.